# Heterispa limonensis
Heterispa limonensis es una especie de insecto coleóptero de la familia Chrysomelidae, descrita en 1930 por Uhmann.